# Yukio Edano
Yukio Edano (jap. 枝野 幸男 Edano Yukio) (ur. 31 maja 1964 w Utsunomiya, w prefekturze Tochigi) – japoński polityk, członek Partii Demokratycznej (DPJ), poseł do Izby Reprezentantów z prefektury Saitama oraz szef Sekretariatu Rady Ministrów (w tym rzecznik prasowy, 2011).

## Funkcje polityczne
Edano studiował prawo na państwowym Uniwersytecie Tōhoku w mieście Sendai. 
W przeszłości był członkiem Nowej Partii Japońskiej (JNP) z prefektury Saitama w wyborach do Izby Reprezentantów, później przeszedł do Nowej Partii Sakigake. Następnie współtworzył Partię Demokratyczną (DPJ).
W czerwcu 2010 r. został sekretarzem generalnym Partii Demokratycznej, a w styczniu 2011 r. – szefem Sekretariatu Rady Ministrów (funkcja ta obejmuje m.in. obowiązki rzecznika rządu).
Z powyższego powodu w marcu 2011 r. Edano prowadził konferencje prasowe na temat awarii w elektrowni jądrowej Fukushima I po trzęsieniu ziemi u wybrzeży Honsiu. 
W dniach 7-9 marca 2011 pełnił obowiązki ministra spraw zagranicznych. 12 września 2011 objął stanowisko ministra ekonomii, handlu i przemysłu.